# Meccanica stocastica
La meccanica quantistica stocastica (o interpretazione stocastica) è un'interpretazione della meccanica quantistica. È indicata anche come elettrodinamica stocastica con moto di spin (SEDS).

## Fondamenti
La moderna applicazione della stocastica alla meccanica quantistica si basa sull'idea che la struttura su piccola scala dello spaziotempo subisca continue fluttuazioni di tipo aleatorio, sia metriche sia topologiche (la schiuma quantistica di John Archibald Wheeler), il cui risultato medio ricrei su scale più grandi una metrica convenzionale descritta dalla fisica classica, insieme a un elemento di non-località descritto dalla meccanica quantistica. L'idea principale è che le fluttuazioni dello spazio-tempo sono la ragione della meccanica quantistica e non il suo risultato, come viene generalmente considerato. Considera inoltre "in senso realistico il campo di punto zero quantistico" e anche il moto di spin. Grazie a questo nel 1985 "è stata ricavata con la fisica classica l'equazione di Schroedinger che sta alla base della fisica quantistica". 
"L'elettrodinamica stocastica (SED) con spin è perciò equivalente alla QED [elettrodinamica quantistica] con l'eccezione di qualche caso dove lo ZPF [campo di punto zero] (che è la causa degli effetti quantistici) è modificato dalle condizioni al contorno. Questo è il caso della diffrazione di un fascio di elettroni che passa attraverso una sola di due fenditure. Secondo la QED non ci potrebbe essere una figura di diffrazione, contrariamente alla previsione teorica della SED con spin. È in fase di realizzazione un esperimento per discriminare fra le due teorie."

## Teorie
La prima teoria stocastica relativamente coerente della meccanica quantistica fu proposta dal fisico ungherese Imre Fényes, che fu in grado di mostrare che l'equazione di Schrödinger poteva essere intesa come una sorta di equazione di diffusione per un processo di Markov mentre è "solo nel 1985 che, considerando come realistico il moto di spin, è stata ricavata con la fisica classica l'equazione di  Schrödinger (...)".
Louis de Broglie incorporò un processo stocastico alla base della meccanica quantistica per far passare le particelle da un'onda pilota all'altra.
Forse la teoria più conosciuta in cui si presume che la meccanica quantistica descriva un processo intrinsecamente stocastico è stata avanzata da Edward Nelson (meccanica stocastica). Questa è stata sviluppata anche da Davidson, Guerra, Ruggiero e altri.

### Articoli
- L. de Broglie, Le Mouvement Brownien d'une Particule Dans Son Onde, in C. R. Acad. Sci., B264, 1967,  p. 1041.
- M. P. Davidson, The Origin of the Algebra of Quantum Operators in the Stochastic Formulation of Quantum Mechanics, in Letters in Mathematical Physics, vol. 3, n. 5, 1979,  pp. 367-376, Bibcode:1979LMaPh...3..367D, DOI:10.1007/BF00397209, ISSN 0377-9017 (WC · ACNP), arXiv:quant-ph/0112099.
- I. Fényes, A Deduction of Schrödinger Equation, in Acta Bolyaiana, vol. 1, n. 5, 1946,  p. ch. 2.
- I. Fényes, Eine wahrscheinlichkeitstheoretische Begründung und Interpretation der Quantenmechanik, in Zeitschrift für Physik, vol. 132, n. 1, 1952,  pp. 81-106, Bibcode:1952ZPhy..132...81F, DOI:10.1007/BF01338578, ISSN 1434-6001 (WC · ACNP).
- E. Nelson, Dynamical Theories of Brownian Motion, Princeton, Princeton University Press, 1966, OCLC 25799122.
- E. Nelson, Quantum Fluctuations, Princeton, Princeton University Press, 1985, ISBN 0-691-08378-9, LCCN 84026449, OCLC 11549759.
- E. Nelson, Field Theory and the Future of Stochastic Mechanics, in S. Albeverio, G. Casati e D. Merlini (a cura di), Stochastic Processes in Classical and Quantum Systems, Lecture Notes in Physics, vol. 262, Berlin, Springer-Verlag, 1986,  pp. 438-469, DOI:10.1007/3-540-17166-5, ISBN 978-3-662-13589-1, OCLC 864657129.

### Libri
- Luis de la Peña e Ana María Cetto, The Quantum Dice: An Introduction to Stochastic Electrodynamics, a cura di Alwyn van der Merwe, Dordrecht; Boston; London, Kluwer Academic Publishers, 1996, ISBN 0-7923-3818-9, LCCN 95040168, OCLC 832537438.

### Collegamento web
- Kompedium der Stochastischen Mechanik und Quantenmechanik (pdf/tedesco)
- Compedium of stochastic mechanics and quantum mechanics (GitHub/inglesina)